# Boulogne (rzeka)
Boulogne – rzeka we Francji, przepływająca przez tereny departamentów Wandea oraz Loara Atlantycka, o długości 81,6 km. Uchodzi do jeziora Grand-Lieu.